# Kirchberg SG
| SG ist das Kürzel für den Kanton St. Gallen in der Schweiz. Es wird verwendet, um Verwechslungen mit anderen Einträgen des Namens Kirchberg zu vermeiden. |

Kirchberg ist eine Ortschaft und eine politische Gemeinde im Schweizer Kanton St. Gallen. Ausser dem gleichnamigen Hauptort gehören auch die Ortschaften Bazenheid an der Thur, Gähwil und Müselbach zur Gemeinde, die dem Wahlkreis Toggenburg angehört.

## Geographie
Die im äussersten Nordwesten des Toggenburgs gelegene Gemeinde grenzt westlich an den Kanton Thurgau und östlich an die Thur. Sie besteht aus dem auf einem Hochplateau zentral situierten Dorf Kirchberg, dem Dorf Gähwil südlich davon und dem auf einer Terrasse über der Thur liegenden Strassendorf Bazenheid, den Ortschaften Müselbach und Dietschwil sowie den Weilern Ötwil, Nuetenwil, Rupperswil, Bräägg, Schalkhusen, Wolfikon, Lütenriet, Buomberg, Tüfrüti, Bäbikon und Husen.
Die Nachbargemeinden sind Rickenbach, Wilen, Sirnach und Fischingen im Kanton Thurgau sowie Mosnang, Lütisburg und Jonschwil im Kanton St. Gallen.

## Geschichte

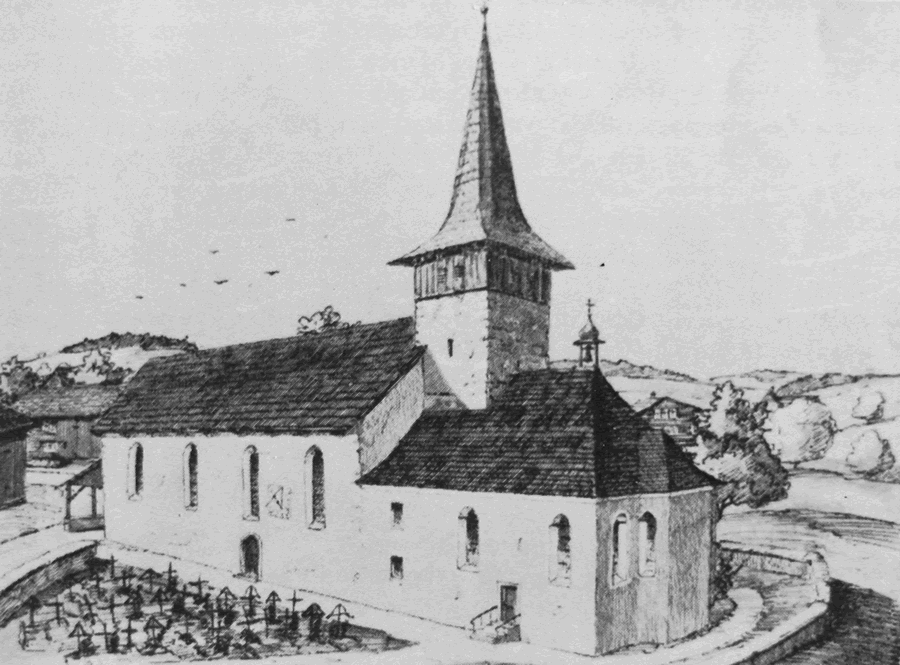
Zweite Kirche, 1404–1748

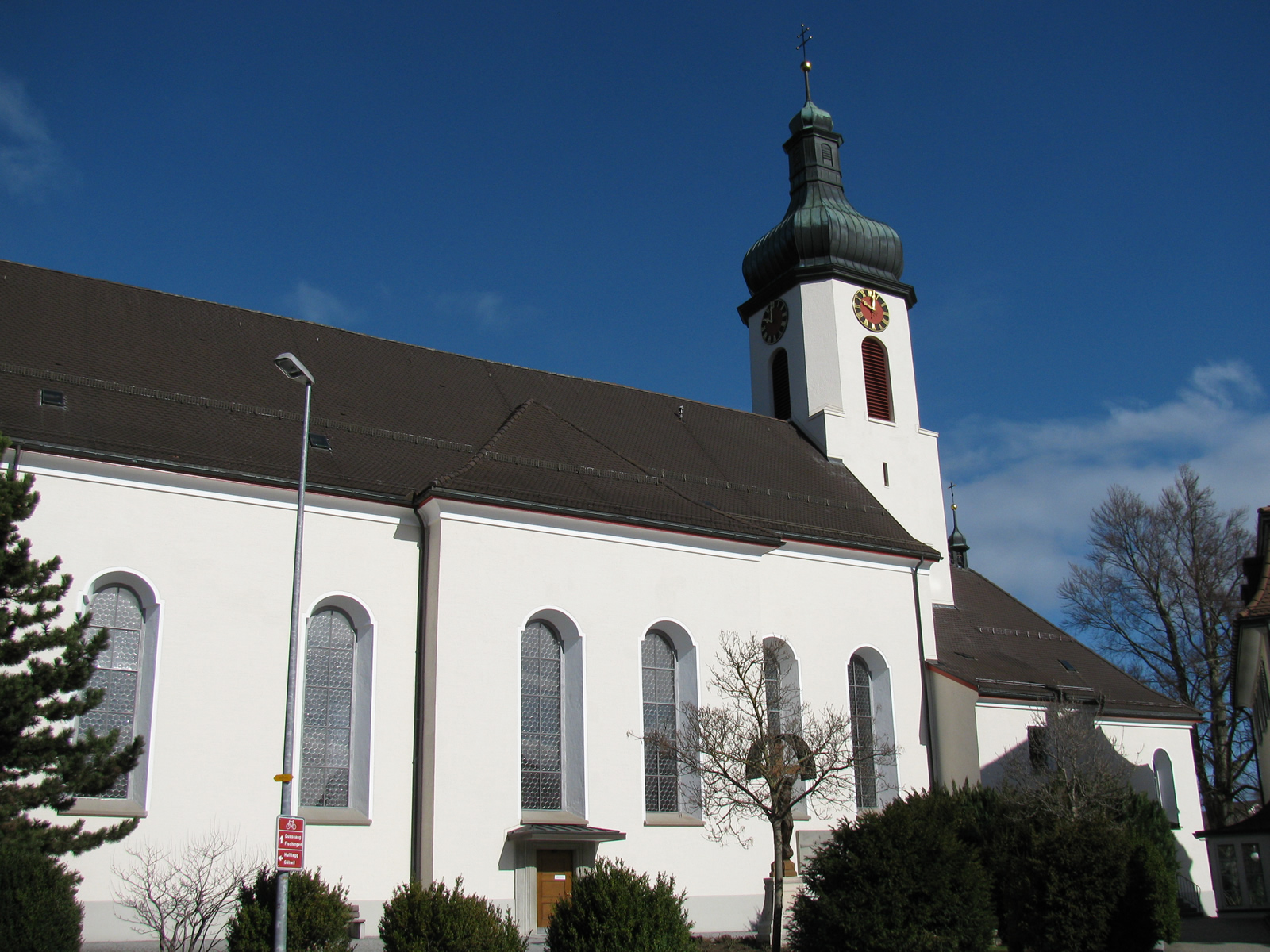
Pfarr- und Wallfahrtskirche St. Peter und Paul (Heiligkreuzkirche), mit deren Bau 1785 begonnen wurde

Luftbild von Walter Mittelholzer aus dem Jahr 1929

Eine möglicherweise eisenzeitliche Befestigungsanlage liegt bei Unterbazenheid. 778/789 wurde Bazenheid urkundlich erwähnt, 1222 trat auch der Name Kilchberc erstmals auf. In dem ab dem 8. Jahrhundert locker besiedelten Gebiet wohnten Hörige des Klosters St. Gallen und der Grafen von Toggenburg sowie teilweise Freie auf festen Plätzen. 17 Burgstöcke des niederen Dienstadels konnten nachgewiesen werden, unter anderem in Bazenheid und Ötwil. Zwischen dem Kloster St. Gallen und den Grafen von Toggenburg, die auf der Alt-Toggenburg ihren ersten Stammsitz hatten, herrschte ein Machtkampf um die Kolonisation durch Leibeigene.
1445 fand im Gemeindegebiet das Gefecht bei Kirchberg statt.
1468 ging das ganze Gemeindegebiet durch Kauf an die Fürstabtei St. Gallen über, die die Einzelgerichte den Gerichten Schwarzenbach und Bazenheid und die Freien dem Freigericht Thurlinden zuteilte. 1803 wurden die politische Gemeinde und die Ortsgemeinde Kirchberg gebildet, die 1831 bis 2002 zum Bezirk Alttoggenburg gehörten.
1215 wird erstmals eine Kirche in Kirchberg erwähnt, die zunächst Filiale von Rickenbach war, später aber eine eigene Pfarrei wurde. 1359 wurde die Pfarrei Kirchberg dem Kloster St. Gallen inkorporiert, dabei erschien Rickenbach seinerseits als Filiale von Kirchberg. Die Reformation 1527 war nur kurze Zeit erfolgreich; 1531 kehrte die Mehrheit der Bevölkerung zum Katholizismus zurück. 1541 bis 1954 – also bis zum Bau der reformierten Kirche – wurde die ursprüngliche Kirche paritätisch benutzt. Die Reformierten von Kirchberg bildeten von 1559 bis 1856 mit Lütisburg zusammen eine Kirchgemeinde. 1764 lösten sich Gähwil, 1900 Bazenheid als selbstständige katholische Pfarreien ab. 1784 zerstörte ein Brand die Kirche und 40 Gebäude des Dorfes Kirchberg, worauf Johann Ferdinand Beer die barocke Pfarr- und Wallfahrtskirche St. Peter und Paul erbaute. 1863 erlitt Kirchberg einen erneuten Dorfbrand.
Von den Bauern gingen die meisten dem Nebenerwerb der Stickerei nach. Nach 1800 erlebte die Baumwollfabrikation einen Aufschwung. 1897 bis 1914 existierte im Dorf Kirchberg eine Stickfachschule. Die in Heimarbeit betriebene Stickerei kam aber in den 1930er Jahren zum Erliegen. Als Teil der Region Wil erlebte Kirchberg nach 1960 einen industriellen und gewerblichen Aufschwung. 2000 war rund die Hälfte der Erwerbstätigen im zweiten Wirtschaftssektor und ein Drittel im Dienstleistungssektor tätig.
Umgekehrt ist die Zahl der Landwirtschaftsbetriebe seither von über 400 auf 170 zurückgegangen. Dennoch hat Kirchberg immer noch den grössten Viehbestand im Kanton St. Gallen.
→ siehe auch Abschnitt Geschichte im Artikel Bazenheid

→ siehe auch Abschnitt Geschichte im Artikel Gähwil

## Infrastruktur

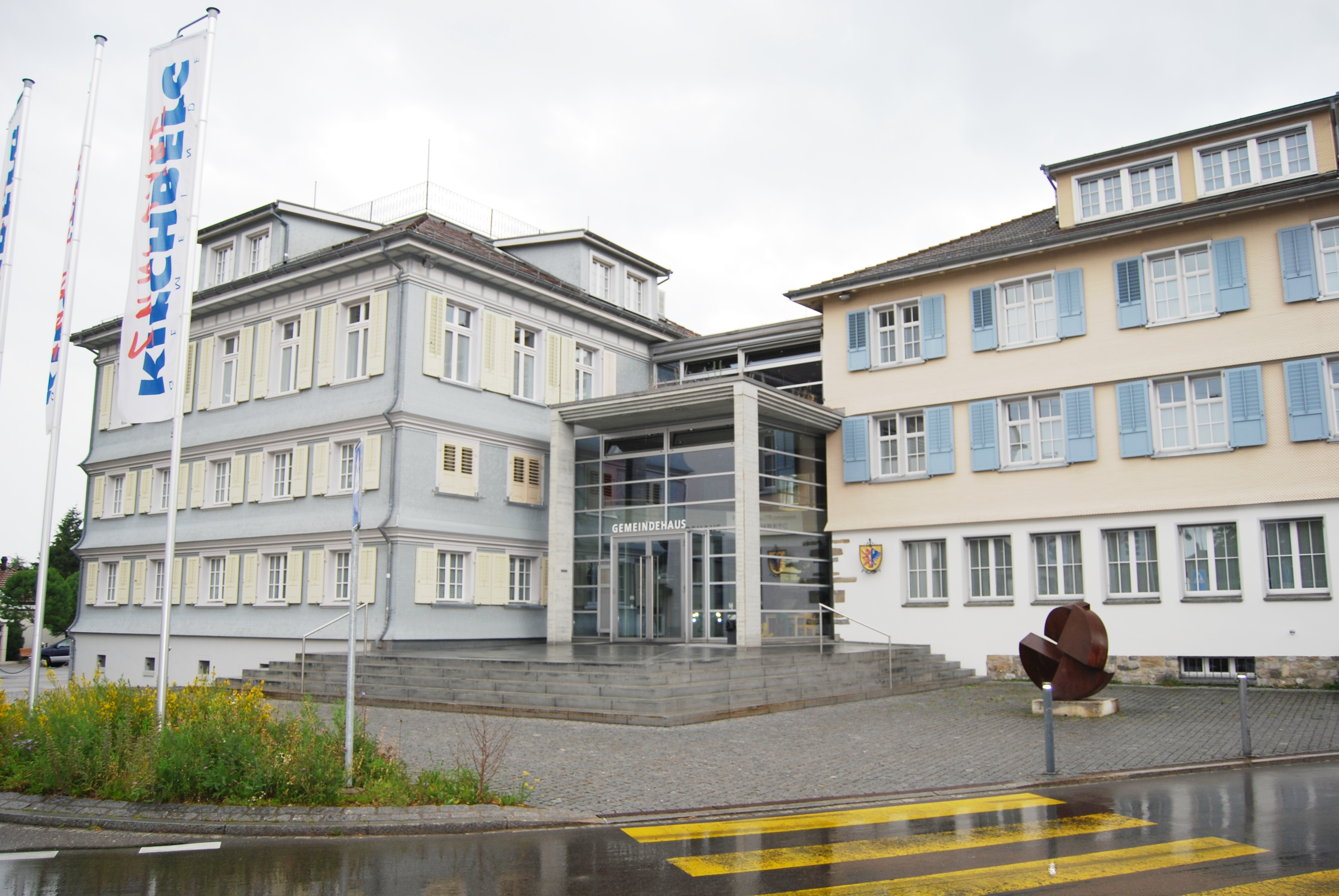
Gemeindehaus

Das Gemeindegebiet liegt an der SBB-Strecke Wil–Bazenheid–Wattwil und ist zudem durch Buslinien abgedeckt. Im Jahr 2009 wurde die Umfahrung von Bazenheid fertiggestellt. Die Gemeinde grenzt direkt an den Autobahnzubringer der A1 in Wil.
→ siehe auch Abschnitte Infrastruktur und Verkehr im Artikel Bazenheid

→ siehe auch Abschnitte Verkehr im Artikel Gähwil

## Bevölkerung
| Jahr      | 1827  | 1850  | 1900  | 1950  | 1980 | 2000  | 2010  | 2019  |
| Einwohner | 2550  | 4194  | 5025  | 5619  | 6398 | 7904  | 8149  | 9100  |
| Quelle    | [ 5 ] | [ 5 ] | [ 5 ] | [ 5 ] |      | [ 5 ] | [ 9 ] | [ 9 ] |

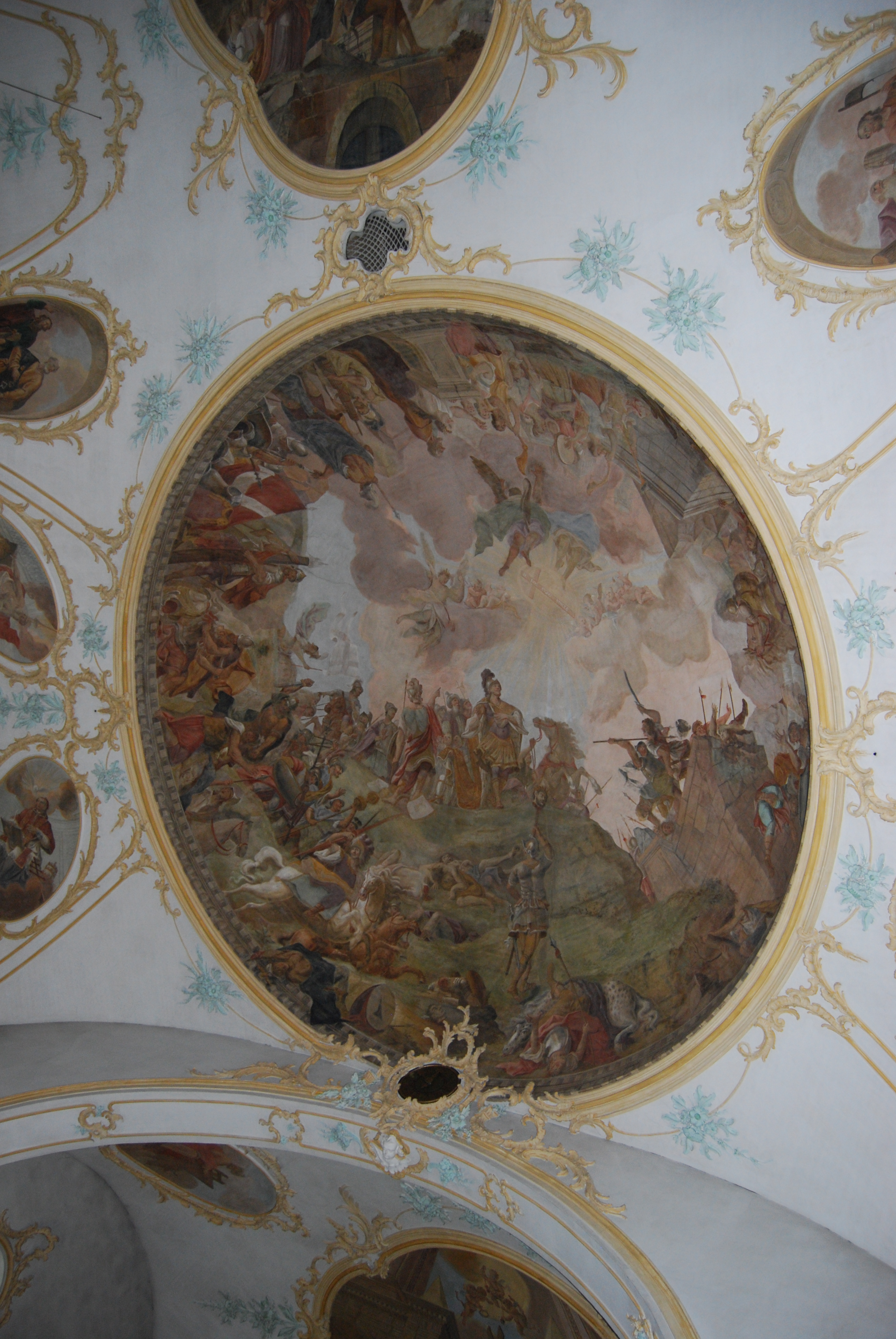
Deckenfresken in der Heiligkreuzkirche

Am 1. Juli 2022 hatte die Ortschaft Kirchberg zusammen mit Dietschwil 3836 Einwohner.

## Sehenswürdigkeiten
- katholische Pfarr- und Wallfahrtskirche St. Peter und Paul (Heiligkreuzkirche)
- Lampertswilerweiher und Turpenriet, die unter Naturschutz stehen.

## Persönlichkeiten
- Augustin Egger (1833–1906), Bischof von St. Gallen
- Eduard Spelterini (1852–1931), Luftfahrtpionier und Ballonkapitän
- Viktor Hälg (1906–1975), Abtbischof von Ndanda/Mtwara in Tansania
- Jakob Häne (1913–1978), Maler
- Paul Huber (1918–2001), Komponist
- Jakob Schönenberger (1931–2018), Politiker (CVP), Gemeindeammann 1961–1976
- Laurenz Schönenberger (1832–1900), Politiker
- Toni Calzaferri (1947–1999), Plastiker, Objektkünstler und Zeichner
- Christine Stückelberger (* 1947), Dressurreiterin, Olympiasiegerin
- Andrea Gmür-Schönenberger (* 1964), Luzerner Nationalrätin (CVP)
- Nina Stadler (* 1995), Tennisspielerin

## Bilder

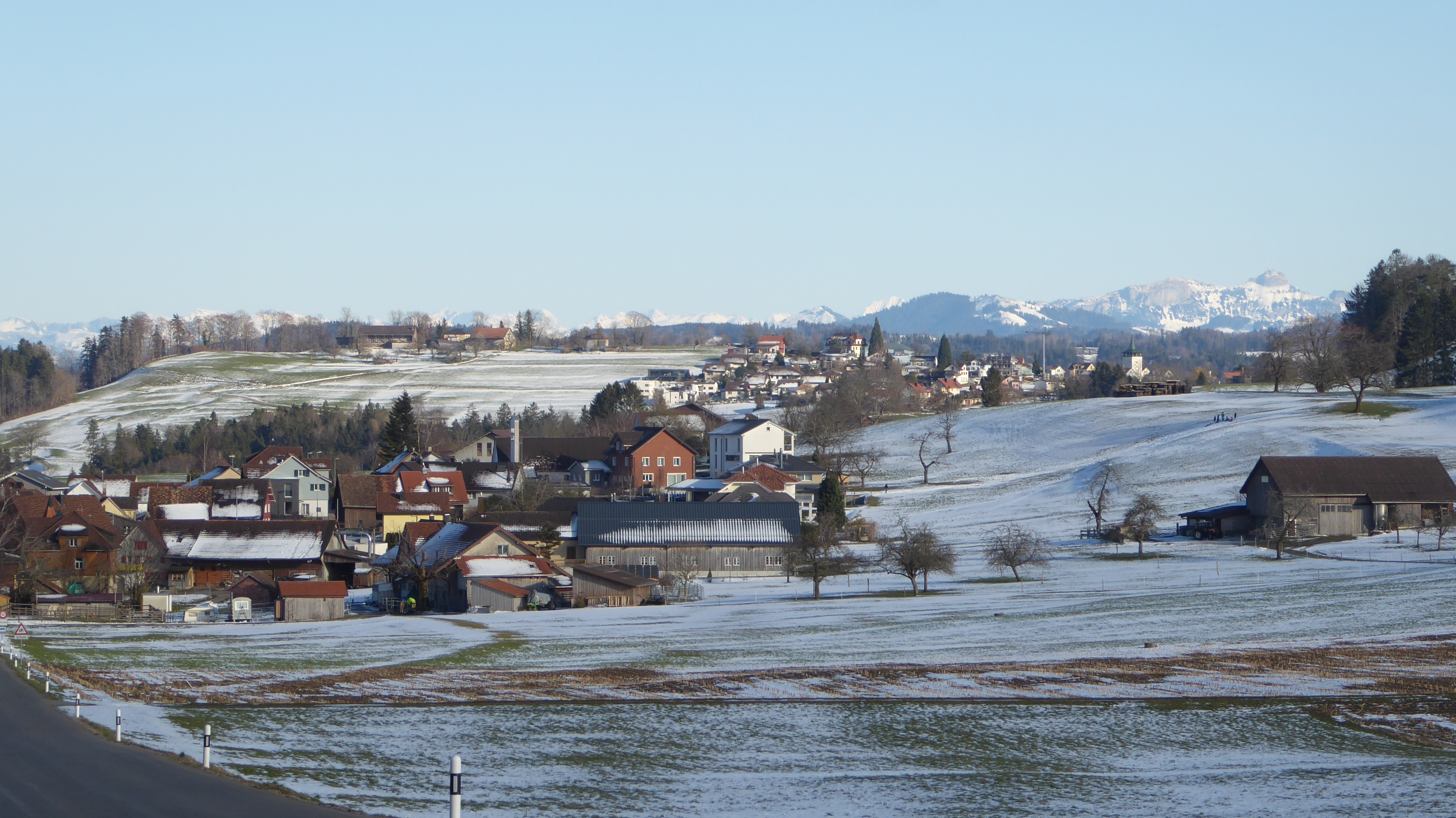
Kirchberg, vorne der Weiler Remis
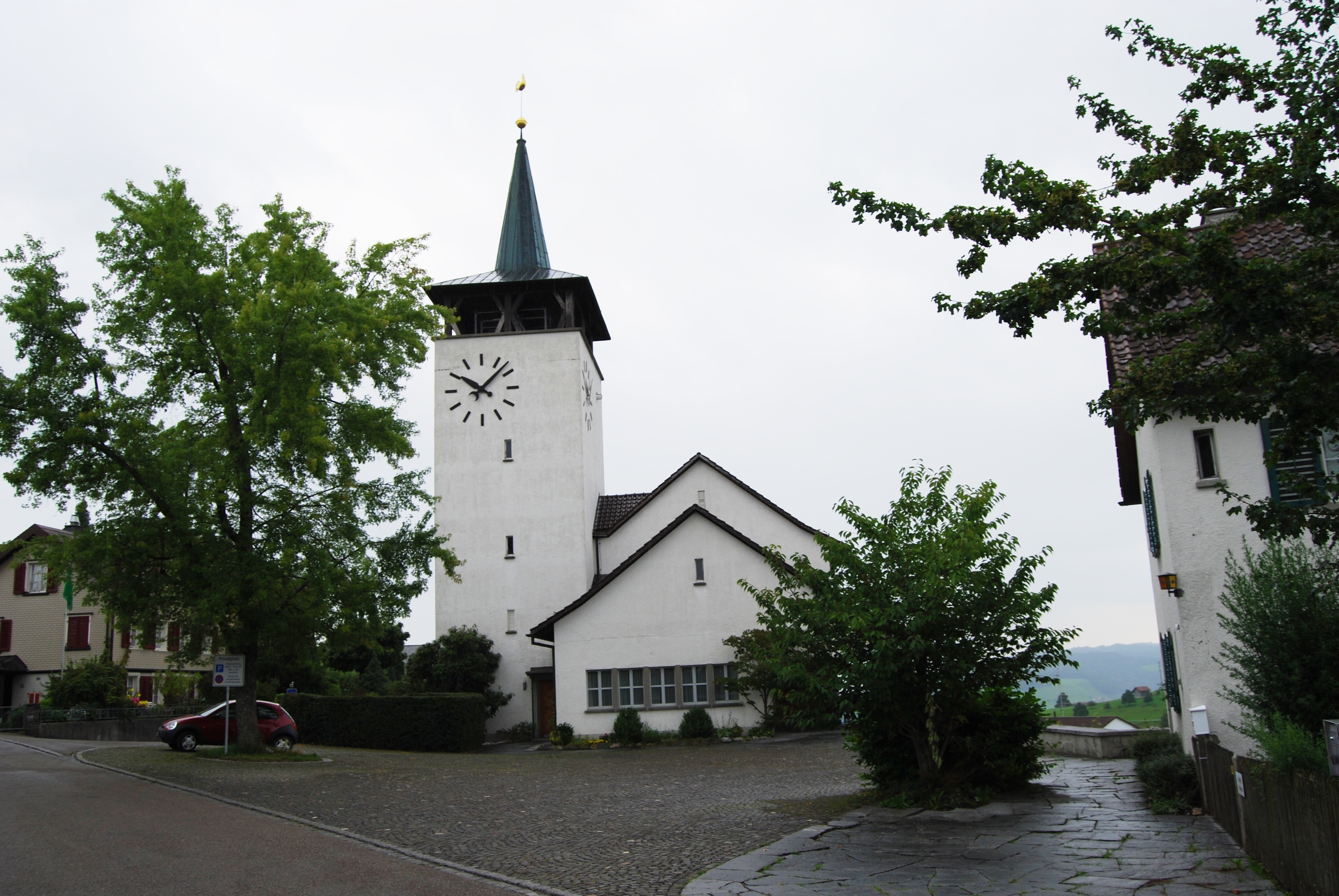
Evangelische Kirche
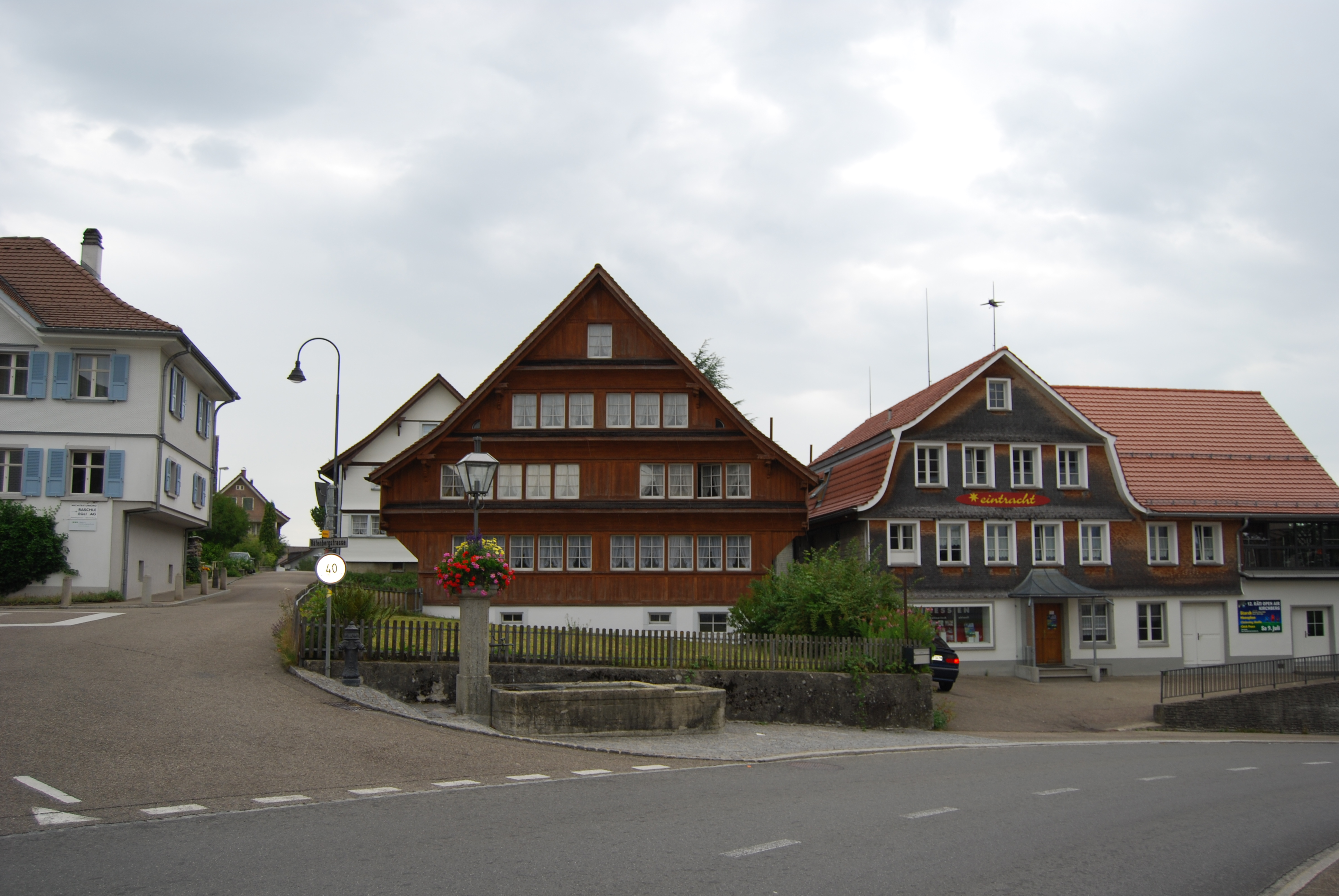
Typisches Toggenburger Haus
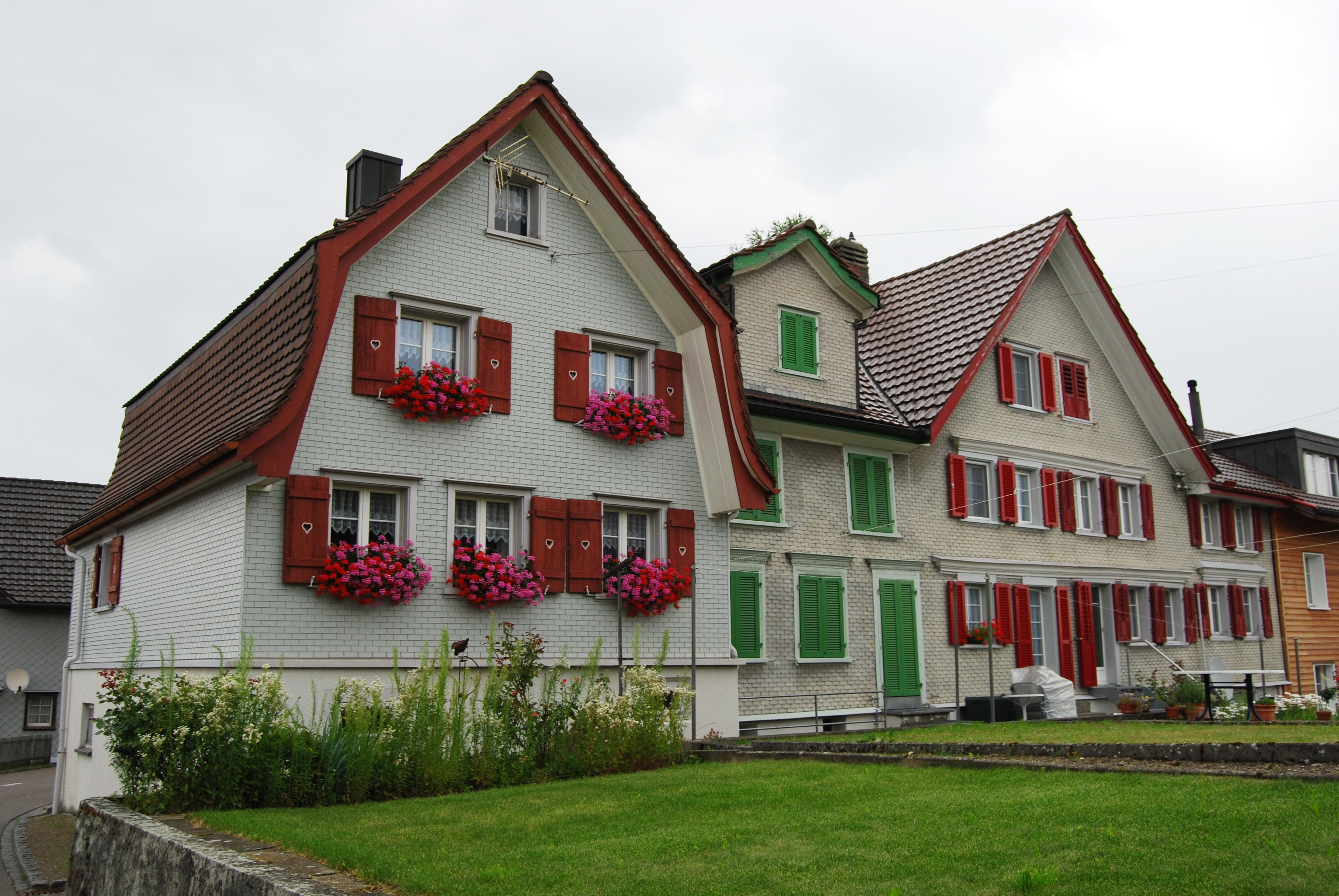
Toggenburger Wohnhäuser